# おまとめローン
おまとめローンとは、銀行が多重債務者に低金利で融資を行っているローン商品である。

## 概要
1990年代にいわゆるバブル経済が崩壊したことによって消費者金融が急速に成長し、また日本長期信用銀行、日本債券信用銀行を始めとするいくつかの大手金融機関が債務超過によって破綻して以降、銀行が不良債権処理を加速させ貸し渋り・貸し剥がしなどと呼ばれる顧客からの融資の引き揚げを行ったため、行き場を失った債務者が複数の金融機関や場合によってはいわゆる闇金融を相手に自転車操業的に借金を重ねることを続けた結果、多重債務者が急激に増加し、2000年代には社会問題になるまでに至った。
一方で、1990年代後半から2000年代にかけての金融ビッグバンと呼ばれる銀行業に対する規制緩和政策によって、銀行の営業形態を多様にする可能性が生まれると同時に、大手行同士の合併が相次ぎ、中堅規模の銀行や後発の銀行は取扱商品に特色を出すことによって生き残りを目指すことを迫られた。
こうした中、2000年代後半からいくつかの銀行が積極的に取り扱うようになったのがいわゆるおまとめローンである。複数の金融機関に対してローン・借金がある債務者に対して、総額を一括返済するのに相当する額を融資し、長期的に自行の顧客になってもらうことをねらったものである。同様の商品は以前からあったが、あまり一般的ではなく、整理屋などと呼ばれる悪質な業者がのさばる場合さえあった。

## 債務整理との違い
おまとめローンと債務整理の違いは次表の通りである。
|                  | おまとめローン                     | 債務整理                                                          |
| ---------------- | ---------------------------------- | ----------------------------------------------------------------- |
| 関係する法律     | 貸金業法施行規則（総量規制の例外） | 民事再生法・破産法・債権法・利息制限法など                        |
| 手続き           | 個人で普通に手続可能               | 専門家の助けが必要                                                |
| 信用情報への登録 | 事故情報とはならない               | 事故情報が登録される（※債務整理方法や信用情報機関によって異なる） |
| 支払利息         | 多少の軽減効果が期待できる         | 大幅な減額が可能なことも                                          |
| 過払い金         | 戻らない（別途返還請求が必要）     | 戻る可能性あり                                                    |
| 新規借入         | 申込みは可能                       | 5年～最大10年は新規借入不可の可能性が大きい                       |

## メリット
おまとめローンで複数の貸金業者のキャッシングやカードローンを一本化することによって、月々の返済金額が軽減されたり、毎月の約定返済日が統一されることによって、毎月の約定返済日が一本化されるメリットがある。女性専用のおまとめローンを導入している銀行もある。また、任意整理とは違い事故情報として登録されないので、個人信用情報に影響を受ける心配もない。
おまとめローンは、利用者にとって一方的に有利となる借り換えであるため、総量規制の対象外となる。そのため総量規制の上限まで借入している場合であってもおまとめローンであれば利用が可能なものを見つけることができる。

## 問題点
貸金業者が保証会社となっているケースが少なくないほか、「おまとめ」前の状態で利息制限法による法定充当の再計算を行えば、払う必要がなかったグレーゾーン金利の債務まで、新たな債務に一本化されてしまい、過払金請求が出来無くなる問題点がある。

## おまとめローン取扱金融機関
- 東京スター銀行
- ジャパンネット銀行 (2010年10月1日で新規受付終了)
- 関西みらい銀行
- スルガ銀行
- オリックス銀行 （旧オリックス信託銀行）
- じぶん銀行
- 楽天銀行
- アコム
- アイフル
- プロミス